# Colonnello Buttiglione
Il Colonnello Buttiglione è un personaggio radiofonico e cinematografico italiano, ideato da Mario Marenco e protagonista dell'omonima serie di film scritta da Castellano e Pipolo e diretta da Mino Guerrini. Era una bonaria caricatura del mondo militare.

## Storia
La figura del Colonnello Rambaldo Buttiglione nasce per idea di Mario Marenco, creatore e interprete radiofonico del personaggio, nella prima stagione, trasmessa dal 1970 al 1976, del programma radiofonica Alto gradimento, condotta da Renzo Arbore e Gianni Boncompagni. Negli sketch il personaggio, uno stralunato alto ufficiale dell'Esercito Italiano, chiamava ossessivamente la trasmissione pensando fosse la fureria, e interloquiva con Arbore e Boncompagni ignorando qualsiasi risposta gli venisse data.
In virtù poi dell'enorme successo riscosso dal personaggio, a partire dal 1973 divenne protagonista d'una serie cinematografica; a prestargli il volto nella versione cinematografica è stato l'attore francese Jacques Dufilho. Nelle distribuzioni cinematografiche italiane il personaggio era doppiato da Elio Pandolfi. In almeno uno di questi film, Il colonnello Buttiglione diventa generale, il suo creatore radiofonico Marenco è apparso in un ruolo secondario.
Il padre di Marenco, ufficiale della Guardia di Finanza, ha avuto come Superiore il Generale Giovanni Buttiglione, Comandante Generale del Corpo tra il 1969 e il 1972 nonché zio del politico e accademico Rocco Buttiglione. Per evitare polemiche, il personaggio fu in seguito sostituito dal Generale Damigiani, nella seconda stagione del programma andata in onda dal 1979 al 1980.

## Filmografia
- Un ufficiale non si arrende mai, nemmeno di fronte all'evidenza. Firmato Colonnello Buttiglione, regia di Mino Guerrini (1973)
- Il colonnello Buttiglione diventa generale, regia di Mino Guerrini (1974)
- Buttiglione diventa capo del servizio segreto, regia di Mino Guerrini (1975)

### Spin-off
- Von Buttiglione Sturmtruppenführer, regia di Mino Guerrini (1977)

## In radio
- Alto gradimento, prima stagione dal 1970 al 1976; seconda stagione dal 1979 al 1980